# 墨西哥城地鐵A線
墨西哥城地鐵A線（西班牙語：Línea A del Metro de la Ciudad de México）是墨西哥城地鐵其中一條路線，全長17.192公里，共10個車站，以淺紫色標示。